# Хема (река)
Хема — река в России. Протекает по территории Цумадинского района Республики Дагестан.
Река начинается в ущелье между горами Коготль, Гари и Кемер. Течёт в северо-восточном направлении и впадает в реку Хварши с левой стороны в 9 км от её устья.
Длина реки составляет 11 км. Площадь бассейна — 24,4 км².
Неподалёку от устья Хемы находится село Сантлада.

## Данные водного реестра
По данным государственного водного реестра России относится к Западно-Каспийскому бассейновому округу, водохозяйственный участок реки — Сулак от истока до Чиркейского гидроузла. Речной бассейн реки — Терек.
Код объекта в государственном водном реестре — 07030000112109300000469.